# Quentin Tanis
Quentin Tanis (Wignehies, 27 maart 1990) is een Frans wielrenner. Hij is lid van Massi-Kuwait Team sinds 2018. Tanis was teamgenoot van Clément Lhotellerie en Denis Flahaut in 2013. Zijn beste UCI resultaat is 18e in de Grand Prix de la ville de Pérenchies 2015 maar ook tijdens Parijs-Chauny 2015.

## Palmares
- 2014
  -   Grand Prix d'Assevent
  -  Grand Prix d'Avesnes-les-Aubert
- 2016
  -  Grand Prix de Lessines
- 2017
  -  Grand Prix de Pommeroeul
  -   Grand Prix de Vertus

Abdenbi · Baz · Bettira · Burton · Cardoen · Claeys · Dijkxhoorn · J.Gilbert · Guemihi · Nichani · Nicholson · Pruun · Scheirlinckx · Serrai · Spragg · Stilite · Suur · Tanis (stagiair) · Tanner · Tombak · Vernaeckt · Abdel.Yahmi · Abden.Yahmi
De Laeter · Flahaut · V.Fobert · François · Jodts · Kremer · Lhotellerie · Mowatt · Schittecatte · Takenouchi · Tanis · Van Dorsselaer · Van De Kerkhove · Vanden Heede · Vercruyce · A.Fobert (stagiair) · Koishi (stagiair)